# Fußball-Weltmeisterschaft 1954/Belgien
Dieser Artikel behandelt die belgische Fußballnationalmannschaft bei der Fußball-Weltmeisterschaft 1954.

## Qualifikation
| Finnland | - | Belgien  | 2:4 | Lehtovirta 49' 75' / Coppens 4' 26' 83', Anoul 9'                          |
| Schweden | - | Belgien  | 2:3 | Berndtsson 20', Selmosson 26' / Anoul 28', Straetmans 37', Lemberechts 40' |
| Belgien  | - | Finnland | 2:2 | Bollen 25' 75' / Lahtinen 83', Vaihela 90'                                 |
| Belgien  | - | Schweden | 2:0 | Coppens 23', Mees 49'                                                      |

## Belgisches Aufgebot
| Nummer / Name | Nummer / Name           | Damaliger Verein     | Geburtstag | Länderspiele |
| Torhüter      | Torhüter                | Torhüter             | Torhüter   | Torhüter     |
| ------------- | ----------------------- | -------------------- | ---------- | ------------ |
| 1             | Léopold Gernaey         | KV Ostende           | 25.02.1927 | 7            |
| 12            | Charles Geerts          | VAV Beerschot        | 29.10.1930 | 0            |
| 17            | Raymond Ausloos         | White Star AC        | 15.05.1928 | 0            |
| Abwehr        |                         |                      |            |              |
| 2             | Marcel Dries            | Berchem Sport        | 19.09.1929 | 7            |
| 3             | Alfons Van Brandt       | Lierse SK            | 24.06.1927 | 18           |
| 4             | Constant Huysmans       | VAV Beerschot        | 11.10.1928 | 5            |
| 13            | Henri Diricx            | Union Saint-Gilloise | 07.07.1927 | 13           |
| 18            | Jef Van Der Linden      | Royal Antwerpen      | 02.11.1927 | 0            |
| Mittelfeld    |                         |                      |            |              |
| 5             | Louis Carré             | RFC Lüttich          | 07.01.1925 | 39           |
| 6             | Vic Mees                | Royal Antwerpen      | 22.04.1927 | 31           |
| 7             | Jef Vliers              | VAV Beerschot        | 18.12.1932 |              |
| 14            | Robert Van Kerkhoven    | Royal Daring Club    | 01.12.1924 | 5            |
| 19            | Jo Backaert             | Sporting Charleroi   | 05.08.1921 | 0            |
| 20            | Bob Maertens            | Royal Antwerpen      | 24.01.1930 | 11           |
| 21            | Jean Van Steen          | RSC Anderlecht       | 02.06.1929 | 5            |
| Angriff       |                         |                      |            |              |
| 8             | Denis Houf              | Standard Lüttich     | 16.02.1932 | 0            |
| 9             | Henri Coppens           | VAV Beerschot        | 29.04.1930 | 32           |
| 10            | Léopold Anoul           | RFC Lüttich          | 19.08.1922 | 45           |
| 11            | Joseph Mermans          | RSC Anderlecht       | 16.02.1922 | 45           |
| 15            | Hippolyte Van den Bosch | RSC Anderlecht       | 30.04.1926 | 2            |
| 16            | Pieter Van den Bosch    | RSC Anderlecht       | 31.10.1927 | 0            |
| 22            | Luc Van Hoyweghen       | Royal Daring Club    | 1929       | 0            |
| Trainer       |                         |                      |            |              |
|               | Dugald Livingstone      |                      | 25.02.1898 |              |

## Spiele der belgischen Mannschaft

### Vorrunde
- England –  Belgien 4:4 n. V. (3:3, 2:1)

Stadion: St. Jakob-Stadion (Basel)
Zuschauer: 40.000
Schiedsrichter: Schmetzer (Deutschland)
Tore: 0:1 Anoul (5.), 1:1 Broadis (26.), 2:1 Lofthouse (36.), 3:1 Broadis (63.), 3:2 Coppens (67.), 3:3 Anoul (73.), 4:3 Lofthouse (91.), 4:4 Dickinson (94.) ET
- Italien –  Belgien 4:1 (1:0)

Stadion: Stadio di Cornaredo (Lugano)
Zuschauer: 26.000
Schiedsrichter: Steiner (Österreich)
Tore: 1:0 Pandolfini (41.) 11m, 2:0 Galli (48.), 3:0 Frignani (58.), 4:0 Lorenzi (78.), 4:1 Anoul (81.)
Spannend ging es in der Gruppe IV zu. England reichte ein 4:4 n. V. gegen Belgien und das 2:0 über die Schweiz, die wiederum Italien mit 2:1 besiegte. Da Italien aber die Belgier mit 4:1 ausschaltete, mussten die Eidgenossen und die Azzurri ins Entscheidungsspiel. Die Gastgeber siegten in Basel überzeugend mit 4:1 über die südlichen Nachbarn.